# Frederick Cook

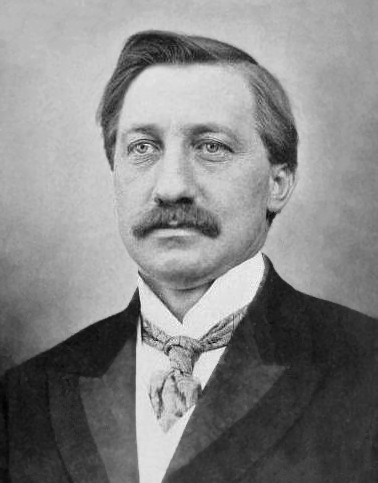
Frederick Cook um 1906

Frederick Albert Cook (* 10. Juni 1865 in Hortonville, New York; † 5. August 1940 in New Rochelle, New York) war ein US-amerikanischer Entdecker, Polarforscher und Arzt.

## Leben
Frederick Cook wurde 1865 in Hortonville, New York, geboren. Seine Eltern waren Theodore A. Koch und Magdalena Koch, geborene Long, die aus Deutschland in die USA eingewandert waren. Cook studierte an der Columbia University und später an der New York University, wo er seinen Doktor der Medizin 1890 abschloss. Im Alter von 37 Jahren heiratete er Marie Fidele Hunt, mit der er eine Tochter namens Helen hatte. 1923 wurde die Ehe geschieden.

### Erste Expeditionen
Cook begleitete Robert Peary 1891 bis 1892 als Arzt auf einer Expedition in den Nordosten Grönlands. Er nahm gleichzeitig die Rolle des Ethnologen ein. Unstimmigkeiten über die Publikation von Cooks wissenschaftlichen Resultaten, die Peary als Expeditionsleiter sich selbst vorbehielt, führten dazu, dass Cook sich an Pearys nächster Expedition 1893 nicht mehr beteiligte. Stattdessen fuhr er mit dem Sohn des Theologieprofessors James Mason Hoppin (1820–1906) zu therapeutischen Zwecken auf der Zeta nach Upernavik. Für eine spätere Vortragsreise machte er mehr als 1000 Fotografien und vereinbarte mit einer Inuit-Familie in Rigolet auf der Labrador-Halbinsel, ihre Kinder Milsok und Katakata für ein Jahr mit sich in die USA zu nehmen.
1894 organisierte Cook eine Vergnügungsfahrt nach Grönland mit dem Dampfer Miranda. In der Nähe von Maniitsoq lief das Schiff auf ein Unterwasserriff und konnte nur notdürftig repariert werden. Cook segelte mit einem kleinen Boot ins 150 km entfernte Sisimiut und sicherte sich dort die Unterstützung des Schoners Rigel, der die angeschlagene Miranda über die Davisstraße begleiten sollte. Als die Miranda in einem Sturm sank, konnten Mannschaft und Passagiere gerettet werden. Im Anschluss an die Reise gründeten einige der Passagiere den Arctic Club, der später im Explorers Club aufging.
Von 1897 bis 1899 war Cook Schiffsarzt auf der Belgica-Expedition in die Antarktis unter Leitung von Adrien de Gerlache de Gomery. An dieser Expedition nahm als erster Steuermann auch der spätere Südpolbezwinger Roald Amundsen teil. Durch Cook erhielt Amundsen das erste grundlegende theoretische und praktische Wissen über die Polarforschung vermittelt. Dabei entwickelte sich zwischen beiden eine enge Freundschaft. Außerdem arbeitete Cook auf dieser Expedition Methoden zur Vermeidung und Behandlung von Skorbut aus. Das UK Antarctic Place-Names Committee benannte 1986 in Erinnerung an Cooks Leistungen bei dieser Forschungsreise den Cook Summit nach ihm, den höchsten Berg in den Solvay Mountains auf der Brabant-Insel vor der Westküste der Antarktischen Halbinsel.

### Der Fall Denali

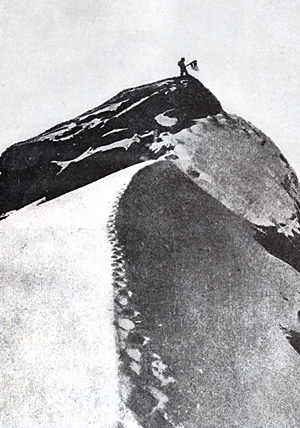
Aufnahme von Ed Barrill, Mitglied von Cooks Mannschaft, angeblich auf dem Gipfel des Denali

1903 führte er eine eigene Expedition zum Denali und behauptete, diesen 1906 als Erster bestiegen zu haben. Auf einem Bild, das ihn und seine Mannschaft auf dem Gipfel zeigen sollte, war jedoch zu erkennen, dass sie sich auf dem Gipfel eines weniger hohen Berges einige Kilometer entfernt befanden und eine Gruppe des Mazama Club, die 1910 seiner Tour folgen wollte, stellte fest, dass seine Karten etwa zehn Meilen vom Weg abwichen. Heute heißt der damals bestiegene Gipfel ob seiner Ersteigungsgeschichte Fake Peak.

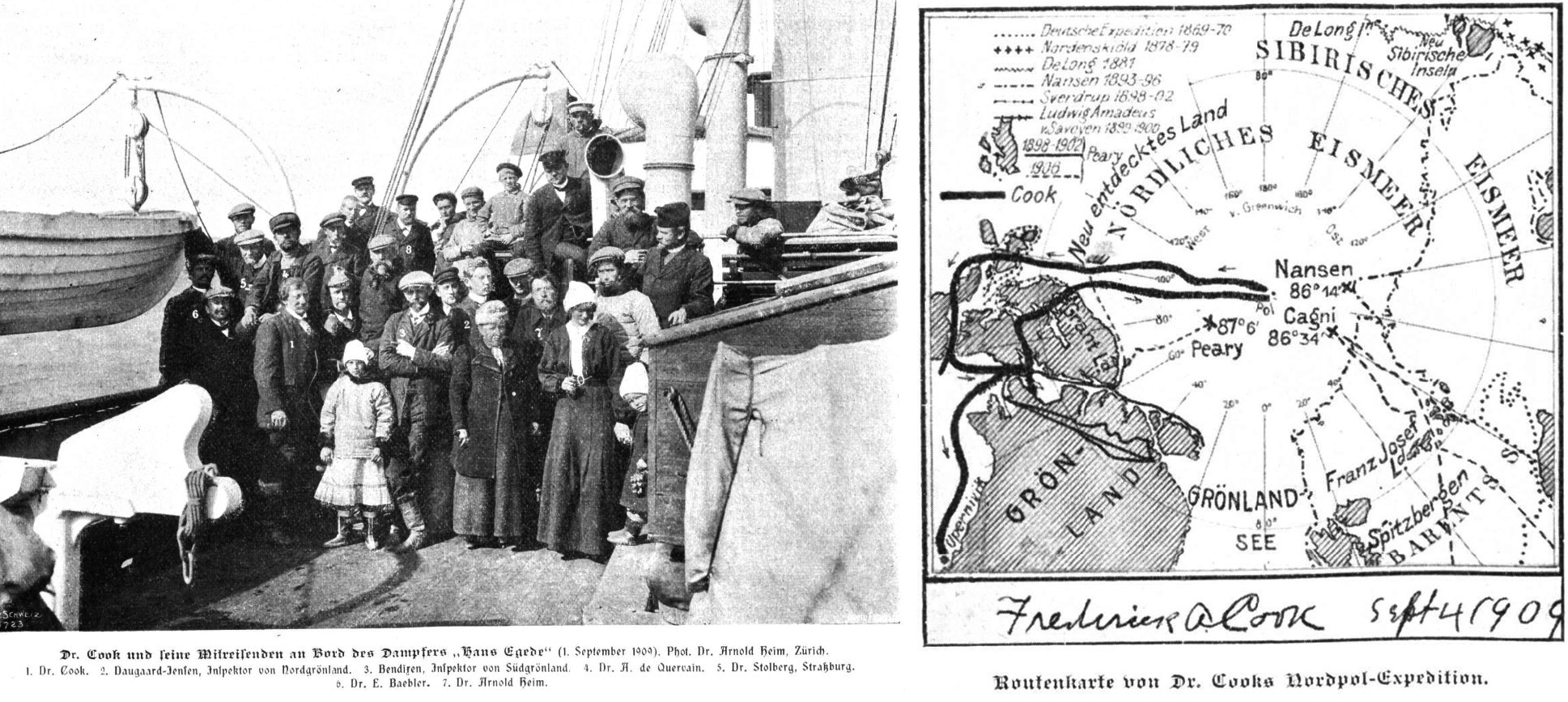
Passagiere auf dem Schiff Hans Egede. Grönlandexpedition von 1909.

1907 kehrte Cook mit der Behauptung, dort eine Jagd durchführen zu wollen, in die Arktis zurück. Stattdessen entschied er sich allerdings 1908, eine Tour zum Nordpol zu beginnen, nur begleitet von zwei Inuit namens Âpilaĸ (in Cooks Aufzeichnungen Ahwelah) und Ítukusuk (Etukishook). Er startete nordwärts von der Axel-Heiberg-Insel und behauptete später, den Pol am 21. April 1908 erreicht zu haben. Danach reiste seine Gruppe südwärts nach Devon Island, um dort zu überwintern. Nach dem Winter reisten sie erneut nach Norden über die Nares Strait nach Anoritooq in Grönland, welches sie im Frühjahr 1909 erreichten.
Bemerkenswert ist Cooks Behauptung, auf etwa 85 Grad Nord bei seinem Marsch zum Pol Land gesehen zu haben. Er beschrieb das Gebiet mit vorgelagerten Klippen und Gletscherwällen und mit Bergen im Hintergrund, deren Höhe er auf ungefähr 350 Meter schätzte. Er nannte auch einen 50 km langen Küstenverlauf, der sich an beiden Seiten in einem stahlblauen Dunst verlor. Es war ihm nicht möglich, hinzugelangen und es zu betreten. In seinen Aufzeichnungen nannte er es Bradley-Land.

### Zweifel an der Erreichung des Nordpols

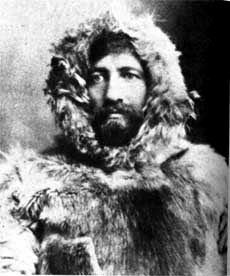
Frederick Cook in Polarausrüstung

Cooks Schilderung dieser Reise um die Arktis wird heute kaum noch angezweifelt; allerdings gilt es als gesichert, dass er sich dabei niemals dem Nordpol genähert hat. Cook konnte auch nie beweisen, tatsächlich dort gewesen zu sein, und die Geschichten seiner Begleiter waren sehr widersprüchlich. Hätte die Gruppe es tatsächlich gewagt, zum Pol zu wandern, wäre sie bei der überlieferten Ausrüstung wahrscheinlich an Hunger gestorben. Besonders die Anhänger Robert Pearys, der den Pol selbst ein Jahr später im April 1909 erreicht haben wollte, brachten Argumente gegen Cooks Behauptung vor. Cook hatte jedoch auch Unterstützer, die seinen Erklärungen Glauben schenkten. Zu ihnen gehörte auch sein Freund Roald Amundsen. Durch öffentliche Stellungnahme für Cook und gegen Peary versuchte er das Ansehen Cooks zu stärken. Erst auf Empfehlung seiner Berater, die eine Beeinträchtigung seines Ruhms befürchteten, distanzierte sich Amundsen von seinem Freund. Seine Bewunderung für Cook blieb jedoch ungebrochen. Zu diesem Zeitpunkt wurde Cooks Betrug am Denali aufgeklärt, wodurch seine Reputation vollständig zerstört wurde.
Schon im Jahre 1910 wurde Cook nach Prüfung seiner Aufzeichnungen des Betruges bezichtigt, und die Universität Kopenhagen erkannte ihm den Status als Entdecker des Nordpols wieder ab.
1920 wurde Cook der Unterschlagung bei Petroleum-Aktien bezichtigt und kam dafür fünf Jahre ins Gefängnis.

### Rezeption in der Presse
Die deutsche Öffentlichkeit interessierte sich sehr für das Wettrennen um die Eroberung des Nordpols. Es war in den Zeitungen zu Beginn des 20. Jahrhunderts ein immer wiederkehrendes Thema. Ende 1909 legte sich die Aufregung, sodass etwa die christliche Zeitschrift Deutscher Hausschatz Anfang 1910 folgende Zwischenbilanz zog, in der Cook der Favorit war:

„Peary drang bis auf eine Entfernung von 320 Kilometer zum Pol vor, kein Wunder, daß man beim Bekanntwerden der Entdeckung des Pols allgemein ihn, nicht aber Cook, für den wirklichen Entdecker hielt. Am 19. Februar 1908 erfolgte [Dr. Cooks] Aufbruch mit 10 Eskimos und elf, von 107 Hunden gezogenen Schlitten. Von 85° war jede Spur organischen Lebens verschwunden. So kam der ewig denkwürdige Tag und die Erreichung des Nordpols. Den großen Augenblick schildert der Entdecker mit diesen Worten: ‚Ich war enttäuscht. […] Als ich am Pol war, sah ich Eis, das ewige und traurige Eis mit seinem grausamen Glitzern, […] und in der Minute des größten Stolzes, daß das Ziel erreicht war, empfand ich entsetzliche Angst vor den Schrecken der Rückkehr.’ […] Am 1. September meldete er von Lerwick (Shetlandinseln) aus seine Entdeckung der Kulturwelt, und fünf Tage hernach traf von Peary aus St. Johns (Neufundland) die gleiche Botschaft ein. Daß sich an diese freudige Doppelkunde ein heftiger, mit persönlichen Anwürfen gefüllter Streit knüpfte, ist gewiß lebhaft zu bedauern. Aber die große Tat, daß das Problem des Nordpols endlich gelöst ist, bleibt als leuchtender Ruhmestitel des 20. Jahrhunderts bestehen.“

Karl Kraus dagegen verarbeitete die öffentlich geführten Streitigkeiten und die Berichterstattungen der Presse in der Satire Die Entdeckung des Nordpols:

„Denn es steht geschrieben, daß die Welt größer wird mit jedem Tag. Ist sie im Innern so befriedigt, daß sie auf Eroberungen ausgehen kann? Oder führt sie nicht eben der innere Feind, die Dummheit, auf diesen Pfad? Die Presse, der Kropf der Welt, schwillt von Eroberungslust, platzt vor Errungenschaften, die jeder Tag bringt. Eine Woche hat Raum für die kühnste Klimax menschlichen Expansionsdranges: von der Eroberung Niederösterreichs durch die Tschechen über die Eroberung der Luft zu der Eroberung des Nordpols. Kombinationen sind nicht ausgeschlossen, und wenn nicht Herr Cook das Wort gehabt hätte, so wäre der Nordpol sicher vom Zeppelin durch die kaum eroberte Luft erobert worden. Die allgemeine Bereitschaft zum Maulaufreißen findet ein noch nicht dagewesenes Entgegenkommen bei den Ereignissen, und mit der Dimension der Bewunderung wächst die Dimension der Tatsachen, bis im Wettlauf den Gaffern wie dem Schicksal der Atem ausgeht. Und ein Hinauflizitieren aller Werte und Bedeutungen hebt an, von dem sich jene keine Vorstellung machen könnten, die einst wert und bedeutend waren. Der größte Mann des Jahrhunderts ist der Titel einer Stunde, die nächste schon verleiht ihn einem andern. Es ist erreicht!, kaum noch die Devise einer ad astra weisenden Schnurrbartfasson, ist gleich wieder der Gruß, der kühneren, wenn auch nicht weniger bestrittenen Erfindungen entboten wird. Der Fortschritt, der den Kopf unten und die Beine oben hat, strampelt im Äther und versichert allen kriechenden Geistern, daß er die Natur beherrsche. Er belästigt sie und sagt, er habe sie erobert. Er hat Moral und Maschine erfunden, um der Natur und dem Menschen die Natur auszutreiben, und fühlt sich geborgen in einem Bau der Welt, den Hysterie und Komfort zusammenhalten. Der Fortschritt feiert Pyrrhussiege über die Natur. […] Die Natur liest keinen Leitartikel und weiß darum noch nicht, daß man gerade jetzt damit beschäftigt ist, »die Welt der elementaren Gewalten in ein Vernunftreich zu verwandeln«. Könnte sie hören, daß die Meldung vom erreichten Nordpol bei allen Laufburschen der Erde »das Gefühl der Überlegenheit über die Natur gesteigert« hat, sie hielte sich den Bauch vor Lachen, und Städte und Staaten und Warenhäuser würden dann ein wenig in Unordnung geraten.
Die Entdeckung des Nordpols war unabwendbar. Sie ist ein Schein, den alle Augen sehen, und vor allen anderen jene, die blind sind. Sie ist ein Ton, den alle Ohren hören, und vor allen anderen jene, die taub sind. Sie ist eine Idee, die alle Gehirne fassen, und vor allen anderen jene, die nichts mehr fassen können. Der Nordpol mußte einmal entdeckt werden. […] Man hat so lange den Walrossen Gedichte vorgelesen, bis sie schließlich die Entdeckung des Nordpols mit verständnisvollem Kopfnicken begleiteten. Denn die Dummheit war es, die den Nordpol erreicht hatte, und sieghaft flatterte ihr Banner als Zeichen, daß ihr die Welt gehört. Die Eisfelder des Geistes aber begannen zu wachsen und rückten immer weiter und dehnten sich, bis sie die ganze Erde bedeckten. Wir starben, die wir dachten.“

### Unrühmliches Ende

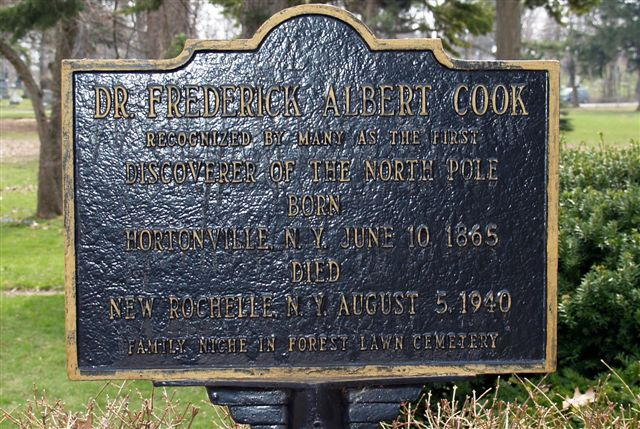
Grabplatte am Friedhof Forest Lawn in Buffalo

Frederick Cook forderte noch als Siebzigjähriger eine unabhängige Untersuchung, die ihn hätte vom Vorwurf der Täuschung freisprechen können. Die American Geographical Society lehnte dies ab. 1937 verklagte Cook die Redaktion der Encyclopædia Britannica wegen ihrer Behauptung, Peary und nicht er habe den Nordpol als erster betreten. Cook starb am 5. August 1940 in New Rochelle, New York. Die Times in London widmete „Dr. F. A. Cook“ am 6. August einen ausführlichen Nachruf unter dem Titel „The North Pole Hoax“ (Die Nordpol-Ente). Sie nennt seine Version der Entdeckung des Nordpols „romantisch“ und würdigt den später zum Ritter geschlagenen Journalisten Sir Philip Gibbs als die Person, die den Schwindel hatte auffliegen lassen. Gibbs sei von Anfang an skeptisch gewesen, was Cook vor der staunenden Weltpresse über sein „glitzerndes Eis“ am Pol erzählt hätte. Cook selbst, so schreibt die Times, bestritt nie, dass Peary den Nordpol erreicht habe – nur eben erst nach ihm. Die Zeitung erwähnt auch seine Verurteilung im Jahr 1920 zu 14 Jahren Gefängnis und die Begnadigung durch Präsident Hoover nach fünf Jahren. Cooks Behauptung, er habe als erster den Denali bestiegen, scheint 1940 noch nicht stichhaltig widerlegt gewesen zu sein, denn die Times zweifelt sie nur an und schließt mit den Worten: „1907 ging er wieder in die Arktis und kam zwei Jahre später mit der Behauptung zurück, die die Welt bewegte.“

## Werke
- Die erste Südpolarnacht 1898–1899. Bericht über die Entdeckungsreise der „Belgica“ in der Südpolarregion. Kösel, Kempten 1903 (archive.org – englisch: Through the first Antarctic night (1898–1899), a narrative of the voyage of the “Belgica” among newly discovered lands and over an unknown sea about the South Pole. New York 1900.).
- To the top of the continent. Discovery, exploration and adventure in sub-arctic Alaska. The first ascent of Mt. McKinley, 1903–1906. Doubleday, Page & Co, New York 1908 (englisch, archive.org).
- Meine Eroberung des Nordpols. Alfred Janssen, Hamburg und Berlin 1912 (archive.org – englisch: My Attainment of the Pole, being the record of the expedition that reached the Boreal center 1907–1909. New York 1911.).